# Ziarniniak pachwinowy

Donowanoza prącia

Ziarniniak pachwinowy (donowanoza, ang. donovanosis) – choroba zakaźna zaliczana do chorób przenoszonych drogą płciową, charakteryzująca się występowaniem owrzodzeń okolicy narządów płciowych. Choroba jest wywołana przez Gram-ujemne bakterie z rodziny Enterobacteriaceae - Klebsiella granulomatis (dawniej nazywane Calymmatobacterium granulomatis lub Donovania granulomatis i zaliczane do rodziny Brucellaceae).
Ma przebieg przewlekły, ze skłonnością do nawrotów, występuje endemicznie w krajach tropikalnych i subtropikalnych. Podstawą rozpoznania jest stwierdzenie ciałek Donovana w rozmazie tkanek objętych procesem chorobowym.
Choroba oprócz szerzenia się drogą płciową, może również występować poprzez używanie wspólnych ubrań, ręczników itp.
Występuje częściej wśród mężczyzn, zwłaszcza homoseksualistów.
Podstawą leczenia jest stosowanie antybiotyków.